# Stenaelurillus minutus
Stenaelurillus minutus là một loài nhện trong họ Salticidae.
Loài này thuộc chi Stenaelurillus. Stenaelurillus minutus được Da-xiang Song & Jian-yuan Chai miêu tả năm 1991.